# Wilfrid Sellars
Wilfrid Stalker Sellars, född 20 maj 1912 i Michigan, död 2 juli 1989 i Pittsburgh, var en amerikansk filosof som varit viktig för den filosofiska tradition som kallas kritisk realism, men också för traditioner som logisk positivism, tysk idealism och fenomenologi. Som medgrundare till Amerikas första analytiskt filosofiska tidskrift, Philosophical Studies, och medutgivare av två essäsamlingar, var han även viktig för upprättandet av en kanon för filosofistudenter i USA. 
Stort inflytande har också hans attack mot vad han kallar 'myten om det givna' varit, synen på att kunskapen om vad vi percipierar kan vara oberoende av de processer som resulterar i perceptionen. Hans förslag var en koherentistisk epistemologi.